# Giuseppe Maccari
Giuseppe Maccari (Frosinone, 19 ottobre 1840 – Roma, 15 marzo 1867) è stato un poeta italiano.

## Biografia
Giuseppe Maccari è nato a Frosinone il 19 ottobre 1840, figlio di Antonio e da Eleonora Bracaglia. La famiglia Maccari abitava in una casa a due piani, in una strada angusta - detta dei Pagliari bruciati - a fianco di un arco antico. Alla morte del padre Antonio, nel 1850, la famiglia (sei figli: Giovanni Battista, Leopoldo, Giuseppe, Teresa, Luigi e Sisto) ebbe gravi difficoltà finanziarie. Giovanni Battista, che studiava Legge a La Sapienza, ottenne un impiego al ministero dell'Interno e, uno alla volta, fece venire i fratelli a Roma. Presero alloggio in un primo tempo in via delle Quattro Fontane, in una casa che aveva un piccolo orto. 

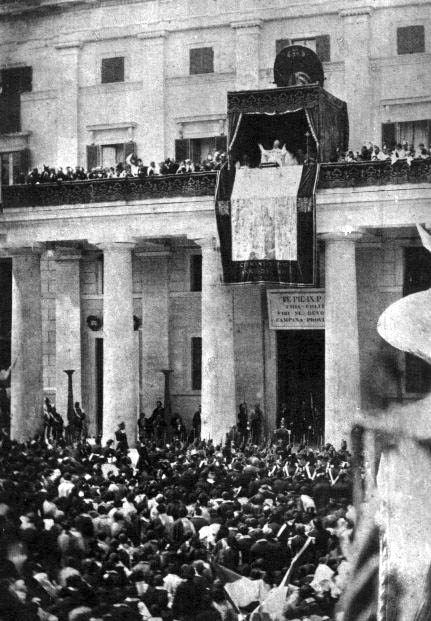
Pio IX a Frosinone, 1863

Giuseppe, grazie alla generosità di un sacerdote, aveva ricevuto a Frosinone i primi elementi di grammatica italiana e latina, aveva letto brani di poeti del Trecento e tradotto passi di Marco Tullio Ciceronee e di Virgilio. Incominciò a studiare il greco e a comporre versi, ispirandosi a Giacomo Leopardi. Erano semplici bozzetti, ma delineati con tocco felice e sicuro. Versi freschi, quasi impressionistici:
Nel paesetto la solinga strada

Solo trapassa il vagabondo cane.
La salute di Giuseppe Maccari era tuttavia precaria. Egli trovò un posto come istitutore presso una famiglia nobile e, grazie all'impiego, nell'estate 1862 fece un viaggio in Italia: rimase abbagliato dalle bellezze di Firenze. Dava lezioni di Italiano a un pastore evangelico dell'Ambasciata di Prussia e questa assidua frequentazione lo convinse a convertirsi al protestantesimo. Come suo fratello maggiore Giovanni Battista, frequentava il Cenacolo dei poeti della Scuola romana, che si riuniva al caffè Nuovo, a piazza San Lorenzo in Lucina (Palazzo Ruspoli). Nel 1866 suo fratello più piccolo Leopoldo morì di tisi, lasciando in povertà assoluta la vedova e un bambino. Giovanni Battista riunì a Roma tutta la famiglia, chiamando da Frosinone sua madre Eleonora, sua sorella Teresa e anche la cognata con il nipotino.
Giuseppe sognava di sposare una ragazza, che morì lasciandolo disperato.
Poiché repente una fanciulla mia

Dai giardini, c'ha in cura giovinezza,

Si disviò, s'ascose fra le tombe,

Sovente io scorro questi luoghi e trovo

Qui racchiusa la gioia, qui la vita.
Domenico Gnoli racconta che una volta fu coinvolto, insieme a Giuseppe, in una dimostrazione studentesca, a San Lorenzo. Furono arrestati, ma Domenico, che era conte ed era romano, fu subito rilasciato. Giuseppe invece fu tenuto rinchiuso per un mese, nel carcere di Montecitorio, con la scusa che era di Frosinone e che non poteva giustificare la sua presenza a Roma. Domenico fermò una carrozza e invitò Peppino a salire, per evitargli la vergogna di farsi vedere con i ferri ai polsi. Ma Giuseppe gli disse: «No. Tutti mi devono vedere così, mentre attraverso la città. Addio Memmo!»
Luigi Lezzani nel suo Saggio d'Anacreonte, pubblicato come prefazione alla traduzione di Giuseppe Maccari, ha scritto che Giuseppe Maccari, per primo, ha trovato il metro più idoneo, cioè il settenario rimato a due. Ma Giuseppe Maccari non lasciò che un saggio molto ristretto: forse aveva fatta l'intera versione da Anacreonte ma, incontentabile, ne aveva distrutta la maggior parte.
Giuseppe Maccari morì di tisi, a 26 anni e cinque mesi, il 15 marzo 1867.

## Opere
- Poesie, Firenze, La Barbèra, 1865 (34 composizioni).
- Poesie e lettere, Firenze, La Barbèra, 1867 (Prefazione di Paolo Emilio Castagnola).
- Odi di Anacreonte, volgarizzate da Giambattista Maccari, Roma, G. Menicanti, 1864, (Prefazione e note di Giuseppe Maccari).